# Malakhovia chernobyli
Malakhovia chernobyli (лат.) — вид мелких круглых червей, единственный в составе монотипического рода Malakhovia семейства Andrassyidae из отряда Enoplida. Родовое название дано в честь собравшего голотип профессора Владимира Васильевича Малахова (Биологический факультет, МГУ, Москва), а видовое — по имени Чернобыля, где на АЭС была найдена типовая серия.

## Распространение
Украина, Киевская область, Чернобыльская АЭС.
Представители вида впервые были обнаружены в 1992 году профессором В. В. Малаховым в водном резервуаре разрушенного в 1986 году при аварии четвёртого энергоблока АЭС.
В 2004 году вид найден в Киевском водохранилище.

## Описание
Мелкие круглые черви (около 1 мм). Пресноводные свободноживущие нематоды. Глотка расширенная в задней части. Ротовое отверстие мелкое, без отчётливых губ. Стома мелкая, но отчётливая.
Прибрежная зона водоёма, ризосфера тростников тростника обыкновенного (Phragmites communis) и рогоза широколистного (Typha latifolia). Тело вытянутое веретенообразное. Кутикула толстая, мелко бороздчатая без латеральной дифференциации. Заметны только 6 внешних латеральных сенсилл.

## Систематика
Вид и род были впервые описаны в 1999 году российскими нематодологами профессором Алексеем Валерьевичем Чесуновым (МГУ, Москва) и Владимиром Геннадьевичем Гагариным одновременно с выделением нового семейства Andrassyidae. Существуют разные трактовки систематического положения группы.
Род Malakhovia вместе с Andrassya включён в состав семейства Andrassyidae, которое рассматривается или как incertae sedis в составе отряда Enoplida, или в составе Ironida. В 2011 году австралийский нематодолог Майк Ходда (CSIRO Ecosystem Sciences, Канберра, Австралия) предложил альтернативную точку зрения и включил их в подотряд Rhabdolaimina Hodda, 2011.
- ?Подотряд incertae sedis (в составе Enoplida)[5][7] или Rhabdolaimina (в составе Ironida)[4]
  - Семейство Andrassyidae Tchesunov & Gagarin, 1999 (2 рода)
    - Род Malakhovia Tchesunov & Gagarin, 1999 (1 вид)
      - Вид Malakhovia chernobyli Tchesunov & Gagarin, 1999